# Next Generation Mobile Networks
Next Generation Mobile Networks (kurz NGMN) ist ein laufendes Projekt von Mobilfunkfirmen und Mobilfunkausrüstern zur Entwicklung der nächsten Mobilfunkgeneration. Die mit Stand 2015 umgesetzten Generationen waren UMTS (3G) und LTE (3,9G). Das Projekt beschäftigt sich mit „4G“ (vierte Generation) LTE-Advanced (LTE+) und 5G, der fünften Generation. 2013 hat die Europäische Kommission zusammen mit der 5G Infrastructure Association eine öffentlich-private Partnerschaft für 5G (5G PPP) gegründet.

## Einführung
NGMN basiert auf den bisherigen UMTS-Infrastrukturen, um so eine rasche und kostengünstige Erweiterung der bestehenden 3G-Mobilfunknetze gewährleisten zu können. Einer der Vorteile gegenüber den bestehenden Netzen mit High Speed Packet Access (HSPA) ist die mit bis zu 100 Mbit/s = 0,75 GB/min wesentlich höhere Geschwindigkeit. Weiterhin sollen die verwendeten Endgeräte permanent mit dem Internet verbunden sein können. Dies soll durch eine effizientere Ausnutzung des zur Verfügung stehenden Frequenzspektrums möglich werden, was ebenfalls eine einfachere Netzwerkarchitektur ermöglichen und zu Latenzzeiten von ungefähr 10 ms führen soll. Die Netzwerkreichweite soll sich nicht verändern.
NGMN basiert wie die Funktechniken WiMAX und Flash-OFDM auf OFDM. Im Unterschied zu den genannten Verfahren werden die Frequenzen bei NGMN jedoch adaptiv vergeben, also dem Nutzer im Abstand von bis zu 0,5 ms jeweils die Netzwerkressourcen zugewiesen, die dieser benötigt. Dadurch wird ein besseres Verzögerungsverhalten ermöglicht als in anderen OFDM-Systemen.
Seit Anfang 2005 läuft die Standardisierung von NGMN durch das Standardisierungsgremium Third Generation Partnership Project (3GPP).

## LTE und 4G „Fourth Generation“
4G beschreibt die Nachfolgegeneration des Mobilfunkstandards 3G mit deutlich höheren Datenraten. Das Projekt von Mobilfunkausrüstern und Mobilfunkbetreibern ist unter dem Namen LTE-Advanced (4G) bekannt.

### Umrüstung
Mobilfunknetze bestehen aus Funkzellen, den sogenannten Zellen, aus denen heraus Verbindungen aufgebaut werden. Wird ein Mobiltelefon oder ein anderes Gerät, wie zum Beispiel ein Laptop mit UMTS-Karte, eingeschaltet, so loggt sich dieses Gerät aufgrund der auf der SIM-Karte gespeicherten Daten über die Netzdatenbank in das Mobilfunknetz ein. Das Gerät loggt sich zunächst an einer lokalen Datenbank ein, die auch mehrere „Waben“ umfassen kann. Ändert sich der Standort des Gerätes, so bemerkt dies die Software des mobilen Kommunikationsgerätes und loggt sich automatisch an der nächsten lokalen Vermittlungsstelle ein. Das Signalaufbauschema änderte sich in seinem groben Aufbau auch nicht, als die Netze um die zur „Third Generation“ zählende UMTS-Technologie erweitert wurden, das Grundschema kann beibehalten werden. Der Vorteil dieser Vorgehensweise: Es kann die bereits vorhandene Infrastruktur verwendet werden, die lediglich um die benötigten technischen Komponenten erweitert werden muss. Das heißt also, dass man – vereinfacht gesprochen – einfach die 4G-Komponenten an die bereits vorhandenen Funkmasten installiert.

### Eigenschaften: LTE
- 100 Mbit/s 1 Empfangs-Datenrate (engl. „downstream“)
- Bis zu 1 Gbit/s 1, wenn der Nutzer sich an einem fixen Standort zur nächsten Station (in der Regel ein Funkturm) befindet
- Kompatibilität zu bereits vorhandenen Netzwerken (4G-Geräte können auch mit älterer Technik arbeiten, wie z. B. GSM, UMTS etc.)
- 50 Mbit/s 1 Sende-Datenrate (engl. „upstream“)
- 20 MHz benötigte Frequenzbandbreite
- Latenzzeiten von ≈ 10 ms
- Qualitativ hochwertige Dienstleistungen wie Echtzeit-Audio, Hochgeschwindigkeits-Datenübertragung, HDTV-Videoinhalte, mobiles Fernsehen etc.
- Höhere Spektrumeffizienz (geringere Kosten pro Datenvolumen)
- Modulation: OFDMA, downstream: QPSK/16QAM/64QAM, upstream: BPSK/QPSK/16QAM

## 5G „Fifth Generation“
Der Nachfolger ist 5G. Internationale Netzbetreiber und Infrastrukturanbieter diskutierten technische Anforderungen und Anwendungsfälle. Über das Programm Horizont 2020 investierte die Europäische Kommission 700 Millionen Euro in die Forschungs- und Innovationsförderung im Zusammenhang mit 5G. Die 3GPP spezifizierte mit Release 15 erste Funktionen von 5G. Release 16 enthielt weitere Funktionen. Die neueste Version wird der für 2024 geplante Release 18 (5G Advanced) sein.
Ende März 2019 wurde in Österreich das erste kommerzielle 5G-Netz Europas für 200 Kunden in 17 Städten und Gemeinden in Echtbetrieb genommen. Südkorea nahm am 3. April 2019 als erstes Land flächendeckend 5G in Betrieb. In den USA wurde am selben Tag 5G in den Städten Chicago und Minneapolis freigeschaltet. In Deutschland findet seit 19. März 2019 eine Versteigerung von Mobilfunklizenzen durch die Bundesnetzagentur statt.
5G baut auf dem bestehenden 4G auf. Wesentliche Neuerungen von 5G werden erst bei der Nutzung von Frequenzen oberhalb von 6 GHz erwartet. Die Funkzellen werden voraussichtlich bei 5G in Städten engmaschiger ausgebaut werden als bei 4G.

### Eigenschaften
Der 5G-Standard (Release 15) ist abgeschlossen und freigegeben. Im Vergleich zum 4G-Standard wird bei der 5G-Technik mit den folgenden Eigenschaften gerechnet:
- Datenraten bis zu 20 Gbit/s
- Nutzung höherer Frequenzbereiche
- Erhöhte Frequenzkapazität und Datendurchsatz
- Echtzeitübertragung, weltweit 100 Milliarden Mobilfunkgeräte gleichzeitig ansprechbar
- Latenzzeiten von unter 1 ms
- Kompatibilität von Maschinen und Geräten